# Euploea swinhoei
Euploea swinhoei är en fjärilsart som beskrevs av Wallace och Moore 1866. Euploea swinhoei ingår i släktet Euploea och familjen praktfjärilar. Inga underarter finns listade i Catalogue of Life.